# العلاقات الأنغولية الروسية

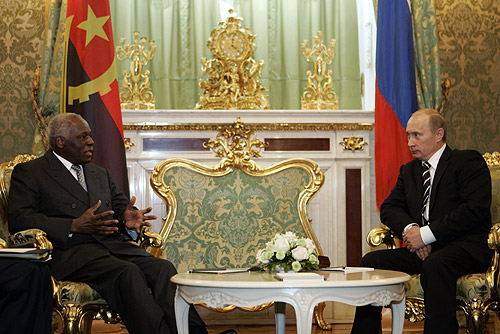
فلاديمير بوتين مع جوزيه إدواردو دوس سانتوس عام 2006.

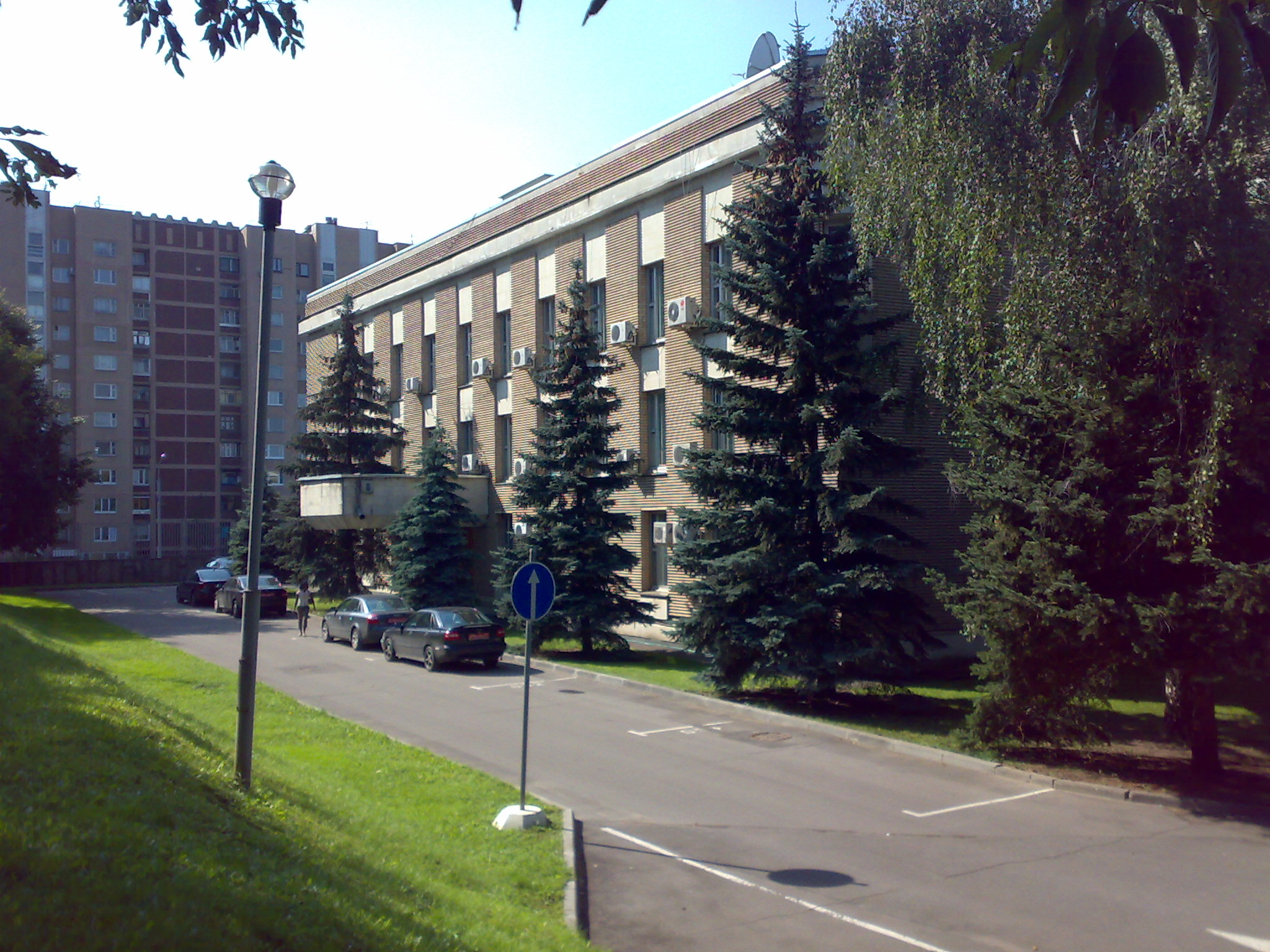
سفارة أنغولا في موسكو

العلاقات الأنغولية الروسية (بالروسية: Российско-ангольские отношения) هي العلاقات الثنائية بين جمهورية أنغولا وروسيا الاتحادية. لدى روسيا سفارة في لواندا، ولدى أنغولا سفارة في موسكو وقنصلية شرفية في سانت بطرسبرغ. أقامت أنغولا والاتحاد السوفيتي سابقاً علاقات دبلوماسية بعد نيل أنغولا لاستقلالها عن البرتغال.

## العلاقات الأنغولية السوفيتية
تخلل العلاقات السوفيتية الأنغولية بعض التوترات في بعض الأحيان خلال ثمانينيات القرن العشرين، ويرجع ذلك جزئياً نظراً لسعي أنغولا لتحسين علاقاتها الدبلوماسية مع خصم السوفييت التقليدي آنذاك خلال الحرب الباردة ألا وهو الولايات المتحدة. وانقسمت القيادة السوفييتية حيال دور الاتحاد المستقبلي في أفريقيا، فأبدى بعض المفاوضين السوفييت اعتراضهم على التنازلات التي قدمها الرئيس الأنغولي جوزيه إدواردو دوس سانتوس للولايات المتحدة إزاء قضية «الربط». فقد أدت المشاكل السياسية المستعصية في المنطقة، والتكلفة المترتبة على مواصلة تقديم الدعم للقوات الكوبية، فضلاً عن دعم الحركة الشعبية لتحرير أنغولا (MPLA-PT)، هذه كلها أدت إلى إضعاف الالتزام السوفييتي في مشروعها المفترض الكامن في بناء دولة ماركسية لينينية في أنغولا.
شكا الزعماء الأنغوليون بدورهم من الإهمال السوفييتي الذي تمثل على أرض الواقع بانخفاض مستويات المساعدة، وشح الموارد البشرية والمادية، والردود السوفيتية التي لم ترق إلى مستوى الشكاوى. وشاركت أنغولا في تحمل الأعباء المالية للوجود العسكري الكوبي في البلاد، وسعت على أثر ذلك إلى تخفيض هذه النفقات، ويرجع ذلك جزئياً إلى ما شعره العديد من المواطنين الأنغوليين من استنزاف مباشر لموارد بلادهم الاقتصادية وتصاعد التوترات في المناطق التي احتلتها القوات الكوبية. كما أحتج دوس سانتوس على ما اعتبره النهج الانتهازي الذي سلكه الاتحاد السوفييتي في تعامله مع أنغولا، حيث قام السوفييت بشراء القهوة الأنغولية بأسعار بخسة وزهيدة وأعادوا تصديرها بأسعارٍ أعلى وحققوا منها أرباحاً، فضلاً عن إفراطهم في الصيد في المياه الأنغولية، وما نجم عنه من رفع للأسعار المحلية للمواد الغذائية.

## العلاقات الاقتصادية
أضحت التجارة ما بين روسيا وأنغولا ضئيلةً للغاية، بالمقارنة مع الحقبة السوفيتية. بلغت الصادرات من روسيا إلى أنغولا 567.9 مليون دولار عام 2016، في حين بلغت الصادرات الأنغولية إلى روسيا في نفس العام 14,942 دولاراً فقط.